# Saab 37 Viggen

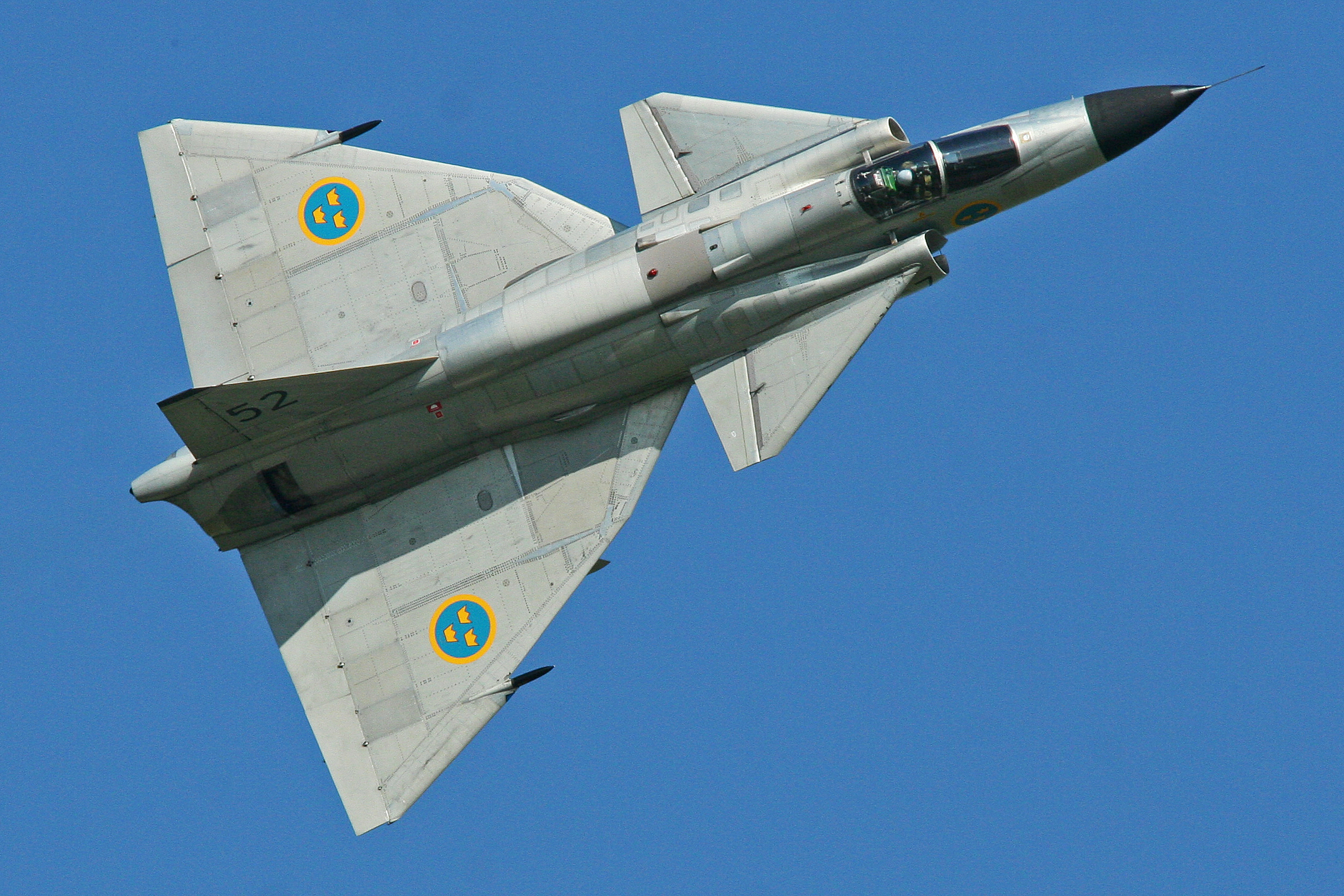

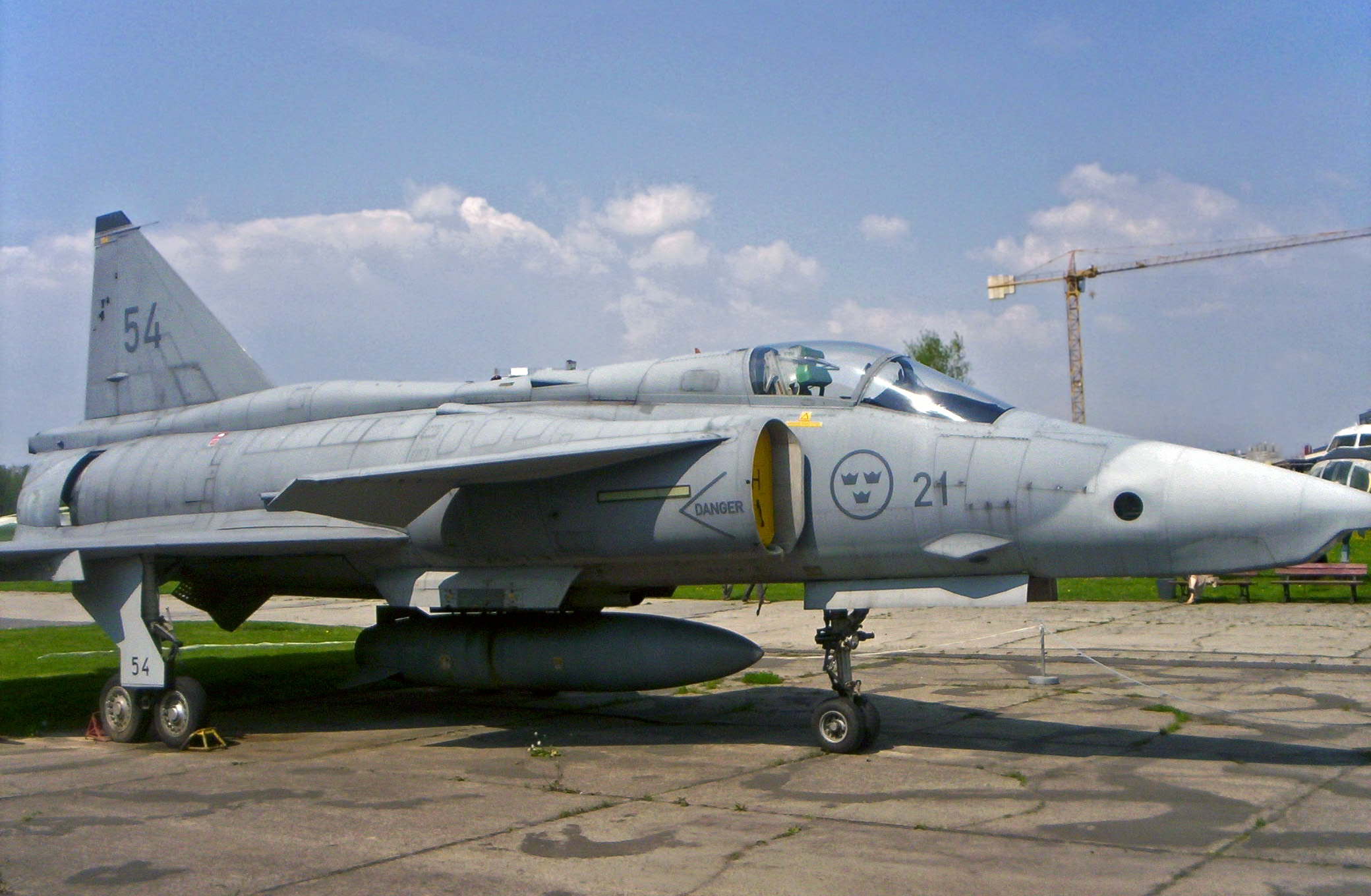
Zweedse SH 37 display
(Pools Luchtvaart Museum)

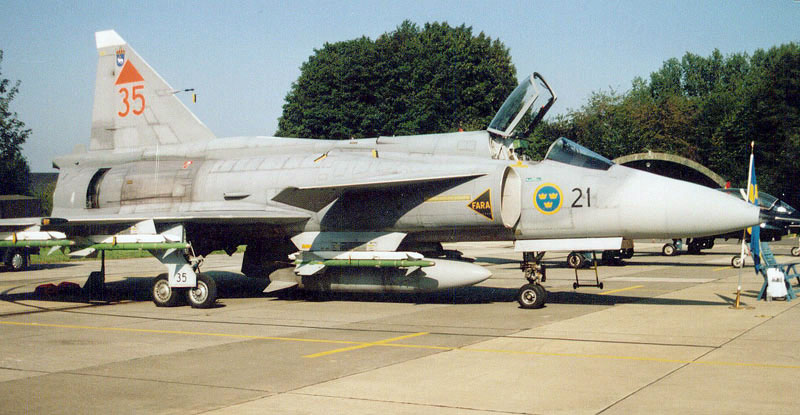
JA 37 Viggen onderschepper bewapend met 4 Rb 24’s

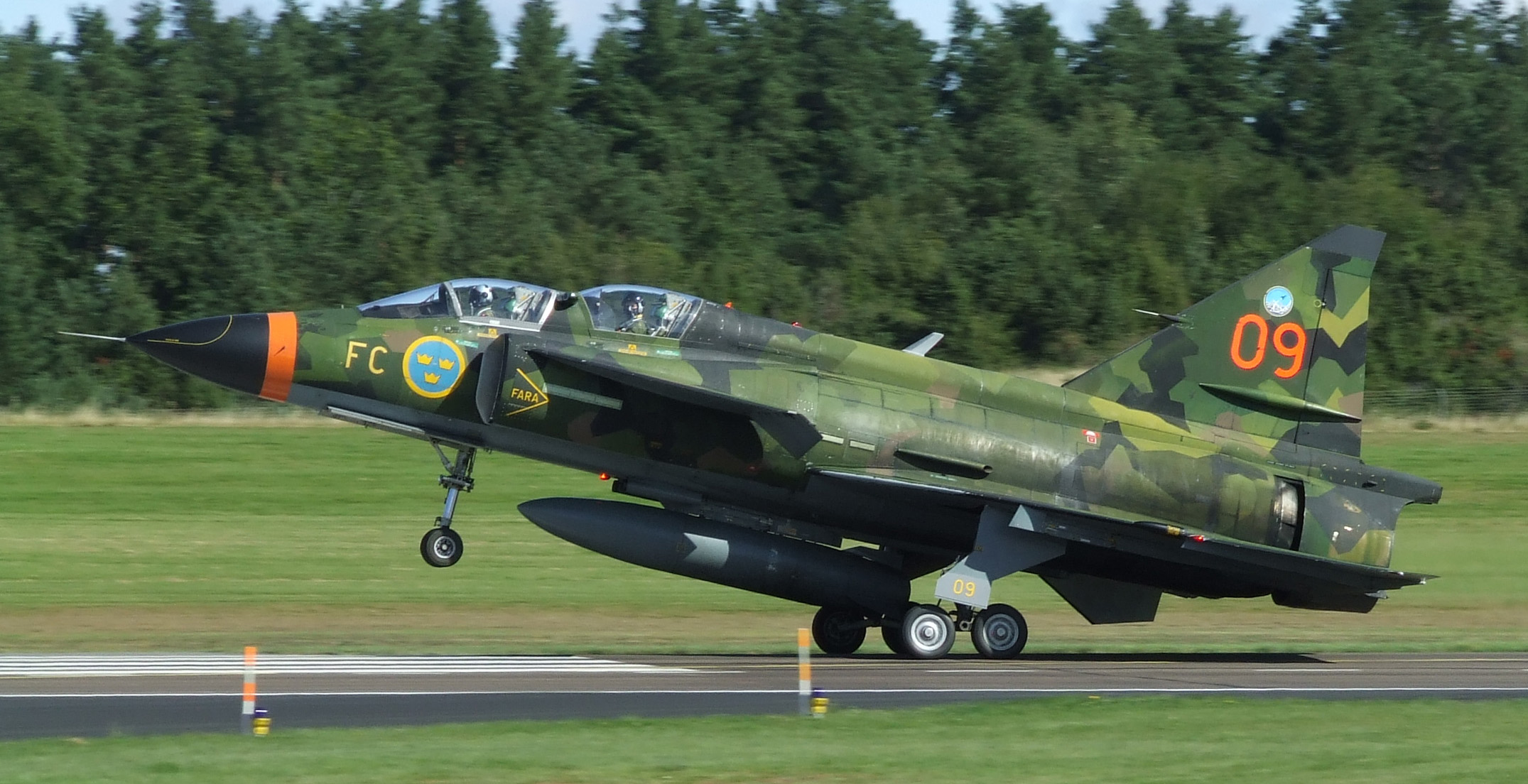
De tweezits SK 37 Viggen

De Zweedse Saab 37 Viggen (Viggen is Zweeds voor bliksemschicht) volgde de Saab J 35 Draken op. Het toestel werd ontwikkeld in een aanvals-, jacht-, fotoverkennings-, luchtverdedigings- en trainerversie.
De eerste vlucht van het toestel vond plaats in februari 1967 en in april 1968 volgde de Zweedse order voor 180 Saab Viggens. Het internationale debuut van het toestel vond plaats tijdens de Paris Air Show in 1969. De eerste tweezits uitvoering vloog in juli 1970.
In 1971 werd de Saab Viggen in het eerste opleidingssquadron operationeel, spoedig gevolgd door de overige onderdelen. Het toestel was alleen operationeel bij Flygvapnet, (de Zweedse luchtmacht) en wel in de periode 1971 – 2003.
Hoewel het toestel ook als exportversie werd aangeboden en België, Nederland en Denemarken serieus in het toestel geïnteresseerd waren als mogelijke opvolger voor de toen in deze landen uitfaserende Lockheed F-104 Starfighter, verkozen zij hiervoor de Amerikaanse F-16. Ook andere landen zoals Australië, India en Japan waren geïnteresseerd in de Viggen maar deze landen verkozen respectievelijk de F/A-18 Hornet, F-15 Eagle en de Sepecat Jaguar boven het Zweedse toestel. De hoofdreden hiervoor waren de gemakkelijke en in grote hoeveelheden verkrijgbare reservedelen. De Zweedse industrie had namelijk niet genoeg productiecapaciteit. In het geval van India gaven de Verenigde Staten geen toestemming om de onder licentie geproduceerde motoren te exporteren.
Afhankelijk van de missie was de bewapeningsconfiguratie van de Viggen enorm. Het toestel kon in totaal 7000 kg aan bewapening aan zeven hardpoints meevoeren; de mogelijke bevestiging van een extra hardpoint onder elke vleugel was ook al voorbereid.
Vanaf 2000 werd de JA 37 Viggen langzaam uitgefaseerd en afgelost door zijn opvolger de JAS 39 Gripen. In 2003 werd het laatste squadron gedeactiveerd. Er zijn echter nog tientallen toestellen geconserveerd opgeslagen en de resterende niet meer vliegvaardige toestellen staan opgesteld in diverse musea. Ook Nederland heeft zijn eigen Viggen display in het Aviodrome te Lelystad.

## Geschiedenis
De vraag naar een geschikte opvolger voor de Draken dateert uit het midden van de jaren 60. Er ontstonden verschillende projecten die waren afgeleid van de Saab 1357, een toestel uitgerust met canardvleugels. Ook werd gekeken naar een toestel met VTOL eigenschappen maar vanwege het kostenaspect tijdens de ontwikkeling werd hier snel van afgezien
De Zweedse politiek heeft meermaals bekeken of de aanschaf van buitenlandse toestellen niet goedkoper was in plaats van een nieuw toestel zelf te ontwikkelen. Eerst werd modernisering van de Draken voor aanvalstaken overwogen maar vanwege het verouderde airframe ging dit niet door.
Als buitenlands toestel kwam alleen de McDonnell F-4 Phantom II als serieuze optie voor de dag; de vliegeigenschappen van overige toestellen weken te sterk af van de Zweedse militaire behoeften. De vergelijking tussen Flygplan 37 en de Phantom viel in het voordeel van de Viggen uit. De Phantom had enkele nadelen; twee bemanningsleden, twee motoren, 40% hogere onderhoudskosten en geen STOL capaciteit. Men schatte dat de combinatie van F4 voor strike en airdefence drie keer duurder zou zijn dan een J37 combinatie.
De ontwikkeling die onder de naam project 1534 bekendstond werd in 1962 ten slotte goedgekeurd om de basis te vormen voor het nieuwe Zweedse toestel; het project werd op dat moment officieel omgedoopt in Flygplan 37. Dat dit nieuwe ontwerp net als zijn voorganger weer zeer vooruitstrevend was blijkt door het feit dat de Viggen toen al meer dan 14 g kon weerstaan en dat huidige hi-tech Europese gevechtsvliegtuigen als de Eurofighter Typhoon en de Dassault Rafale nu met de canardvleugel zijn uitgerust.
Natuurlijk had de Viggen nog geen fly-by-wire besturing en was de bouw conventioneler dan deze moderne toestellen; maar zijn vaste canards hadden al flaps aan de achterzijde die samen met de overige besturingsroeren werkten en waardoor hoge snelheden tijdens start en landing werden vermeden. De Viggen voldeed hierdoor ruimschoots aan de eis dat het toestel in crisisomstandigheden vanaf een provisorische baan van 500 meter lengte moest kunnen opereren, een eis waar zijn tijdgenoten als de Dassault Mirage III en de F-4 Phantom II nooit aan konden voldoen. Ook voldeed het toestel aan de vereisten dat het met een minimum aan onderhoud op simpele wijze operationeel gehouden kon worden en dat het in tien minuten kon worden afgetankt en herbewapend.
De keuze van de aandrijving was een van de hoofdpunten van het ontwerp. De motor moest er net zoals bij zijn voorganger weer een worden die in licentie kon worden gebouwd. Hiervoor waren vier kandidaten beschikbaar: de in ontwikkeling zijnde Engelse Rolls Royce RB168 Medway, de eveneens Engelse Bristol Siddely BO 22 R Olympus, de Amerikaanse Pratt & Whitney JT4-29 en de Pratt & Whitney JT8D-220.
Omdat Zweden niet de enige koper en ontwikkelaar van een buitenlandse straalmotor wilde zijn ging de voorkeur uit naar de Rolls Royce RB168 Medway, maar de besluitvorming van de Engelse regering duurde te lang. Omdat de Pratt & Whitney JT4 al werd toegepast in de Republic F-105 Thunderchief en de F-106 Delta Dart en hij de minst geavanceerde was viel ook deze motor af. De keuze was nu beperkt tot de Bristol Siddely Olympus en de Pratt & Whitney JT8D. De Olympus was favoriet maar door het faillissement van het Engelse BAC TSR-2 ontwerp, waar deze motor in toegepast zou worden, viel ook deze motor af.
Pratt & Whitney was in die tijd naarstig op zoek naar een Europese ontwikkelaar voor de JT8. Deze motor, die nog geen naverbrander had, was speciaal ontworpen voor de Boeing 727. De militaire JT8D versie was echter gelijk aan de straalmotor van de General Dynamics F-111 en dat werd de reden waarom ten slotte deze motor werd uitgekozen. Svenska flygmotor (later Volvo) kreeg de licentie in mei 1962. Het testprogramma begon in 1963 waarbij drie commerciële JT8 motoren voor het eerst met een naverbrander werden uitgerust. De eerste in Zweden gefabriceerde militaire versies waren in 1964 beschikbaar.

## Geproduceerde versies
Er waren vijf hoofdtypes van de Viggen:
- De AJ (Attack-Jakt) 37 was primair ontworpen voor grondaanvallen en met onderschepping als secundaire taak.
- De SF (Spaning-Foto) 37 was de fotoverkenningsversie, primair ontworpen voor verkenningsdoeleinden.
- De SH (Spaning-Havsövervakning) 37 was een gecombineerde verkenner en luchtverdedigingsversie.
- De SK (Skol) 37 was de tweepersoons onbewapende trainerversie
- De JA (Jakt-Attack) 37 was de jagerversie, primair ontworpen als onderscheppingsjager, met grondaanval als secundaire taak.

## Uitrusting

### AJ 37
Primaire bewapening in de aanvalsrol:
- Een van de volgende wapenpakketten:
  - Twee Rb 04 radargeleide anti-scheepsraketten met een dracht van 32 km; deze werd halverwege de jaren 90 vervangen door de moderne Rb 15 die op actieve radargeleiding werkt en een dracht heeft van 150 km
  - Twee Rb 05 lucht-grondraketten; dit zijn handmatig afgevuurde raketten met 20 km dracht die met een soort joystick worden bestuurd
  - Vier Rb 75 lucht-grondraketten; dit zijn onder Zweedse licentie gebouwde Hughes AGM-65 Maverick raketten
  - Een bommenlast van 2000 kg bestaande uit de gangbare NAVO munitie
- Afweer:
  - Eén Ericsson Erijammer ECM pod en 1 Philips/Bofors chaff/flare dispenser

Primaire bewapening in de rol van onderschepper:
- Vier Rb 24 lucht-luchtraketten; dit zijn onder Zweedse licentie gebouwde AIM-9 Sidewinder B, J en L types.
- Eén Philips/Bofors chaff/flare dispenser

### SF 37
Bewapening:
- Twee Aden, kal. 30 mm snelvuurkanonnen in externe pods

### SH 37
Bewapening in de verkennersversie:
- Gelijk aan die van de SF37

Bewapening in de luchtverdedigingsversie:
- Twee Rb 24 lucht-luchtraketten
- Twee Aden, kal. 30 mm kanonnen in externe pods
- Eén Philips/Bofors chaff/flare dispenser
- Eén 1 Ericsson Erijammer ECM pod

### SK 37
- Dubbele cockpit
- Externe pylontank